# Rajd Arktyczny
Rajd arktyczny (oficjalnie Arctic Lapland Rally, dawniej Arctic Rally) — rajd samochodowy organizowany corocznie na pokrytych lodem i śniegiem drogach w okolicach Rovaniemi w Finlandii. 

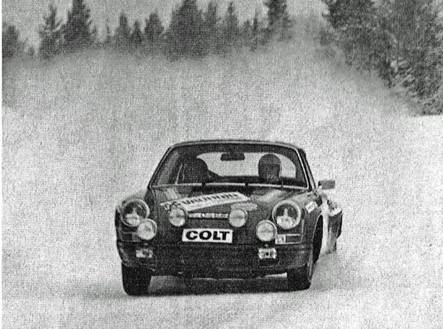
Leo Kinnunen podczas zwycięskiego 7. Arctic Tunturiralli

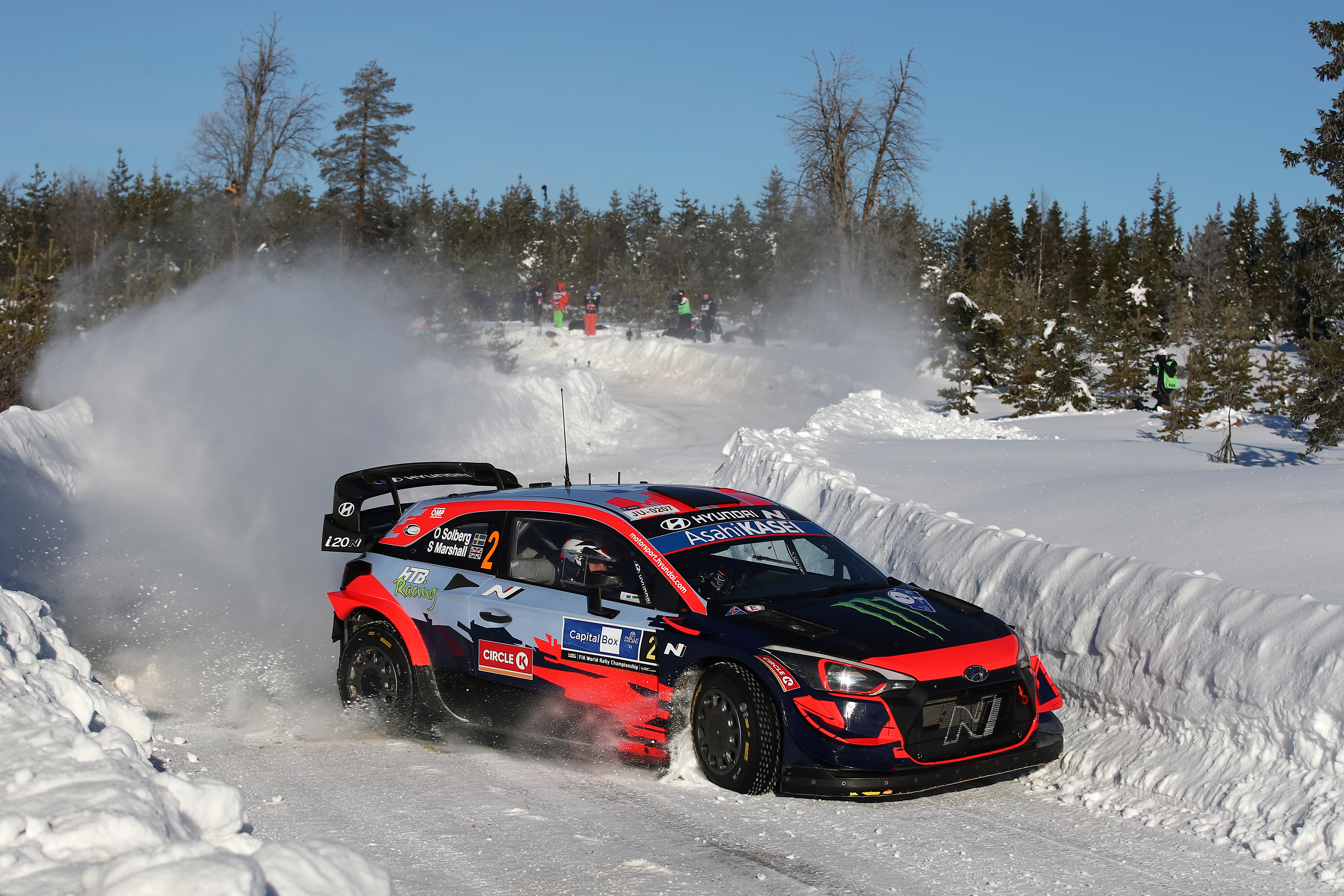
Oliver Solberg podczas Arctic Rally Finland Powered by CapitalBox 2021

Organizowany jest nieprzerwanie od 1966 roku. Obecnie wchodzi wyłącznie w skład Rajdowych Mistrzostw Finlandii, ale do 2004 roku stanowił rundę Rajdowych Mistrzostw Europy i "Pucharu FIA Kierowców" Rajdowych Mistrzostw Świata w sezonach 1977 i 1978.
Zwycięzcami rajdu zostało pięciu mistrzów świata WRC: Marcus Grönholm, Tommi Mäkinen, Hannu Mikkola, Timo Salonen oraz Ari Vatanen. W ostatnich latach impreza przyciągnęła kilku kierowców z wyścigów torowych. W 2009 r. na liście znalazło się czterech byłych i ówczesnych kierowców Formuły 1: JJ Lehto ukończył rajd na dziewiątym miejscu w swoim dziesiątym starcie, Kimi Räikkönen był trzynasty w swoim rajdowym debiucie, Mika Häkkinen uplasował się na dziewiętnastym miejscu podczas swoje czwartego startu, a Mika Salo wycofał się ze swojego trzeciego rajdu arktycznego z powodu awarii skrzyni biegów. W 2010 r. Räikkönen zadebiutował w Rovaniemi w barwach Citroën Junior Team w ramach przygotowań do debiutu w WRC.

## Zwycięzcy[1]
| Rok  | Nazwa rajdu                                | Kierowca            | Pilot              | Samochód                      | Kategoria      |
| ---- | ------------------------------------------ | ------------------- | ------------------ | ----------------------------- | -------------- |
| 1966 | 1. Arctic Rally                            | Kari Sohlberg       | Yrjö Rouhunkoski   | Volkswagen 1600 TI            |                |
| 1967 | Tunturiralli                               | Raimo Kossila       | Anssi Järvi        | Volkswagen 1600 L             |                |
| 1968 | 3. Tunturiralli                            | Hans Laine          | Henry Laine        | Volkswagen 1600 L             | FIN            |
| 1969 | 4. Arctic Rally                            | Antti Aarnio-Wihuri | Urpo Vihervaara    | Porsche 911 S                 |                |
| 1970 | Napapiirin Tunturiralli                    | Hannu Mikkola       | Risto Suonio       | Ford Escort Twin-Cam          | FIN            |
| 1971 | 6. Arctic Tunturiralli                     | Antti Aarnio-Wihuri | Martti Kolari      | Porsche 911 S                 |                |
| 1972 | 7. Arctic Tunturiralli                     | Leo Kinnunen        | Atso Aho           | Porsche 911 S                 | ERC, FIN       |
| 1973 | 8. Arctic Tunturiralli                     | Timo Mäkinen        | Erkki Salonen      | Ford Escort RS1600            | ERC            |
| 1974 | 9. Marlboro Arctic Rally                   | Tapio Rainio        | Erkki Nyman        | Saab 96 V4                    | ERC, FIN       |
| 1975 | 10. Marlboro Arctic Rally                  | Simo Lampinen       | Juhani Markkanen   | Saab 96 V4                    | ERC4, FIN      |
| 1976 | 11. Marlboro Arctic Rally                  | Tapio Rainio        | Erkki Nyman        | Saab 96 V4                    | ERC4, FIN      |
| 1977 | 12th Arctic Rally                          | Ari Vatanen         | Atso Aho           | Ford Escort RS1800            | WCD, ERC4, FIN |
| 1978 | 13th Arctic Rally                          | Ari Vatanen         | Atso Aho           | Ford Escort RS1800            | WCD, ERC4, FIN |
| 1979 | 14th Arctic Rally                          | Leo Kinnunen        | Jussi Kuukkala     | Porsche 911 S                 | ERC4, FIN      |
| 1980 | 15. Arctic Rally                           | Henri Toivonen      | Antero Lindqvist   | Talbot Sunbeam Lotus          | ERC3, FIN      |
| 1981 | 16. Arctic Rally                           | Ulf Grönholm        | Bob Rehnström      | Fiat 131 Abarth               | ERC1, FIN      |
| 1982 | 17. Arctic Rally                           | Timo Salonen        | Seppo Harjanne     | Datsun 160J Violet GT         | ERC1, FIN      |
| 1983 | 18. Arctic Rally                           | Lasse Lampi         | Pentti Kuukkala    | Audi Quattro                  | ERC1, FIN      |
| 1984 | 19. Arctic Rally                           | Antero Laine        | Risto Virtanen     | Audi Quattro                  | ERC2, FIN      |
| 1985 | 20. Arctic Rally                           | Antero Laine        | Risto Virtanen     | Audi Quattro                  | ERC2, FIN      |
| 1986 | 21. Arctic Rally                           | Antero Laine        | Risto Virtanen     | Audi Quattro                  | ERC2, FIN      |
| 1987 | 22. Arctic Rally                           | Mikael Sundström    | Voitto Silander    | Mazda 323 4WD                 | ERC2, FIN      |
| 1988 | 23. Arctic Rally                           | Timo Heinonen       | Tapio Eirtovaara   | Audi Coupé Quattro            | ERC2, FIN      |
| 1989 | 24. Arctic Rally                           | Tommi Mäkinen       | Timo Hantunen      | Lancia Delta HF Integrale     | ERC5, FIN      |
| 1990 | 25th Arctic Rally                          | Antero Laine        | Risto Virtanen     | Lancia Delta HF Integrale     | ERC5           |
| 1991 | 26th Arctic Rally                          | Mikael Sundström    | Juha Repo          | Mazda 323 4WD                 | ERC5           |
| 1992 | 27th Arctic Rally                          | Kari Kivenne        | Juha Oksa          | Mitsubishi Galant VR-4        | ERC5           |
| 1993 | 28th Arctic Rally                          | Mikael Sundström    | Duncan McNiven     | Mazda 323 GTX                 | ERC5, FIN      |
| 1994 | 29th Arctic Rally                          | Lasse Lampi         | Pentti Kuukkala    | Mitsubishi Galant VR-4        | ERC5           |
| 1995 | 30th Arctic Rally                          | Sebastian Lindholm  | Timo Hantunen      | Ford Escort RS Cosworth       | ERC5, FIN      |
| 1996 | 31st Arctic Rally                          | Marcus Grönholm     | Timo Rautiainen    | Toyota Celica Turbo 4WD       | ERC5, FIN      |
| 1997 | 32nd Arctic Rally                          | Marcus Grönholm     | Timo Rautiainen    | Toyota Celica GT-Four         | ERC5, FIN      |
| 1998 | 33rd Arctic Rally                          | Marcus Grönholm     | Timo Rautiainen    | Toyota Celica GT-Four         | ERC5, FIN      |
| 1999 | 34th Arctic Rally                          | Pasi Hagström       | Tero Gardemeister  | Toyota Corolla WRC            | ERC5, FIN      |
| 2000 | 35th Arctic Rally                          | Thomas Rådström     | Jörgen Skallman    | Toyota Corolla WRC            | ERC5           |
| 2001 | 36th Arctic Lapland Rally                  | Pasi Hagström       | Tero Gardemeister  | Toyota Corolla WRC            | ERC10, FIN     |
| 2002 | 37th Arctic Lapland Rally                  | Juuso Pykälistö     | Esko Mertsalmi     | Toyota Corolla WRC            | ERC10, FIN     |
| 2003 | 38th Arctic Lapland Rally                  | Janne Tuohino       | Markku Tuohino     | Ford Focus WRC                | ERC10, FIN     |
| 2004 | 39th Arctic Lapland Rally                  | Jukka Ketomäki      | Jarkko Alanen      | Mitsubishi Lancer Evo VII     | ERC10, FIN     |
| 2005 | 40th Arctic Lapland Rally                  | Juuso Pykälistö     | Mika Ovaskainen    | Ford Focus WRC                | FIN            |
| 2006 | 41st Arctic Lapland Rally                  | Kosti Katajamäki    | Timo Alanne        | Ford Focus WRC                | FIN            |
| 2007 | 42nd Arctic Lapland Rally                  | Kosti Katajamäki    | Lasse Hirvijärvi   | Mitsubishi Lancer Evo IX      | FIN            |
| 2008 | 43rd Arctic Lapland Rally                  | Juha Salo           | Mika Stenberg      | Mitsubishi Lancer Evo IX      | FIN            |
| 2009 | 44th Arctic Lapland Rally                  | Juha Salo           | Mika Stenberg      | Mitsubishi Lancer Evo IX      | FIN            |
| 2010 | 45th Arctic Lapland Rally                  | Daniel Sordo        | Marc Martí         | Citroën C4 WRC                | FIN            |
| 2011 | 46th Arctic Lapland Rally                  | Juha Salo           | Marko Salminen     | Mitsubishi Lancer Evo X       | FIN            |
| 2012 | 47. Arctic Lapland Rally                   | Esapekka Lappi      | Janne Ferm         | Ford Fiesta S2000             | FIN            |
| 2013 | 48. Arctic Lapland Rally                   | Juha Salo           | Marko Salminen     | Mitsubishi Lancer Evo X       | FIN            |
| 2014 | 49. Arctic Lapland Rally                   | Janne Tuohino       | Markku Tuohino     | Ford Fiesta R5                | FIN            |
| 2015 | 50. Arctic Lapland Rally                   | Juha Salo           | Marko Salminen     | Mitsubishi Lancer Evo IX      | FIN            |
| 2016 | 51. Arctic Lapland Rally                   | Juha Salo           | Marko Salminen     | Peugeot 208 T16               | FIN            |
| 2017 | 52. Arctic Lapland Rally                   | Teemu Asunmaa       | Jonne Halttunen    | Škoda Fabia R5                | FIN            |
| 2018 | 53. Arctic Lapland Rally                   | Eerik Pietarinen    | Juhana Raitanen    | Škoda Fabia R5                | FIN            |
| 2019 | 54. Arctic Lapland Rally                   | Emil Lindholm       | Mikael Korhonen    | Volkswagen Polo GTI R5        | FIN            |
| 2020 | 55. Arctic Lapland Rally                   | Kalle Rovanperä     | Jonne Halttunen    | Toyota Yaris WRC              | FIN            |
| 2021 | 56. Arctic Lapland Rally                   | Juho Hänninen       | Miika Teiskonen    | Toyota Yaris WRC              | FIN            |
| 2021 | Arctic Rally Finland Powered by CapitalBox | Ott Tänak           | Martin Järveoja    | Hyundai i20 Coupe WRC         | WRC            |
| 2022 | 57th Arctic Lapland Rally                  | Emil Lindholm       | Reeta Hämäläinen   | Škoda Fabia Rally2 evo        | FIN            |
| 2023 | 58th Arctic Lapland Rally                  | Teemu Asunmaa       | Ville Mannisenmäki | Škoda Fabia Rally2 evo        | FIN            |
| 2024 | 59th Arctic Lapland Rally                  | Elfyn Evans         | Scott Martin       | Toyota GR Yaris Rally1 Hybrid | FIN            |
| 2025 | 60th Arctic Lapland Rally                  | Tuukka Kauppinen    | Sebastian Virtanen | Toyota GR Yaris Rally2        | FIN            |

- ERC - Rajdowe Mistrzostwa Europy (liczba oznacza współczynnik rajdu)
- WCD - Rajdowe mistrzostwa świata (zaliczane tylko do klasyfikacji kierowców)
- WRC - Rajdowe mistrzostwa świata
- FIN - Rajdowe mistrzostwa Finlandii